# النوم مع العدو (فلم)
النوم مع العدو هو فيلم رومانسي أمريكي، صدر عام 1991 من إخراج جوزيف روبن وبطولة جوليا روبرتس وباتريك بيرجين وكيفن أندرسون . الفيلم مأخوذ عن رواية نانسي برايس التي تحمل نفس الاسم عام 1987.
تلعب روبرتس دور امرأة تهرب من زوجها الذي يسيء معاملتها ، من كيب كود إلى سيدار فولز ، أيوا ، حيث تجذب انتباه مدرس دراما جامعي لطيف.

## الممثلون
- جوليا روبرتس في دور لورا ويليامز بورني / سارة ووترز
- باتريك بيرجين في دور مارتن بورني
- كيفن أندرسون في دور بن وودوارد
- إليزابيث لورانس في دور كلوي ويليامز
- هارلي فينتون في دور جاربر
- ساندي شاكلفورد في دور إدنا
- بوني جونسون بدور السيدة. نيببرت

### الجوائز
فازت جيري غولدسميث بجائزة «BMI Film Music Award 1992»، وتم ترشيح الفيلم لأكاديمية الخيال العلمي والفانتازيا والرعب جائزة Saturn لعام 1992 في أربع فئات: أفضل ممثلة (روبرتس)، جائزة Saturn Award لأفضل ممثل مساعد (بيرجين)، أفضل فيلم رعب وأفضل موسيقى (جولدسميث).

## روابط خارجية
- النوم مع العدو على موقع IMDb (الإنجليزية)
- النوم مع العدو على موقع ميتاكريتيك (الإنجليزية)
- النوم مع العدو على موقع روتن توميتوز (الإنجليزية)
- النوم مع العدو على موقع نتفليكس (الإنجليزية)
- النوم مع العدو على موقع قاعدة بيانات الأفلام العربية
- النوم مع العدو على موقع ألو سيني (الفرنسية)
- النوم مع العدو على موقع Turner Classic Movies (الإنجليزية)
- النوم مع العدو على موقع أول موفي (الإنجليزية)
- النوم مع العدو على موقع بوكس أوفيس موجو (الإنجليزية)
- النوم مع العدو على موقع فيلمافينيتي (الإسبانية)